# Coleothrix crassitibiella
Coleothrix crassitibiella är en fjärilsart som beskrevs av Émile Louis Ragonot 1888. Coleothrix crassitibiella ingår i släktet Coleothrix och familjen mott. Inga underarter finns listade i Catalogue of Life.